# Ilybiosoma yeti
Ilybiosoma yeti là một loài bọ cánh cứng trong họ Bọ nước. Loài này được Brancucci & Hendrich miêu tả khoa học năm 2006.